# Richard Brewer
Richard M. Brewer, noto anche come Dick Brewer (Saint Albans, 19 febbraio 1850 – Contea di Lincoln, 4 aprile 1878), è stato un cowboy ed avvocato statunitense della contea di Lincoln. Fu il fondatore dei "regolatori", un gruppo che combatté la guerra della contea di Lincoln.

## Biografia
Gioventù

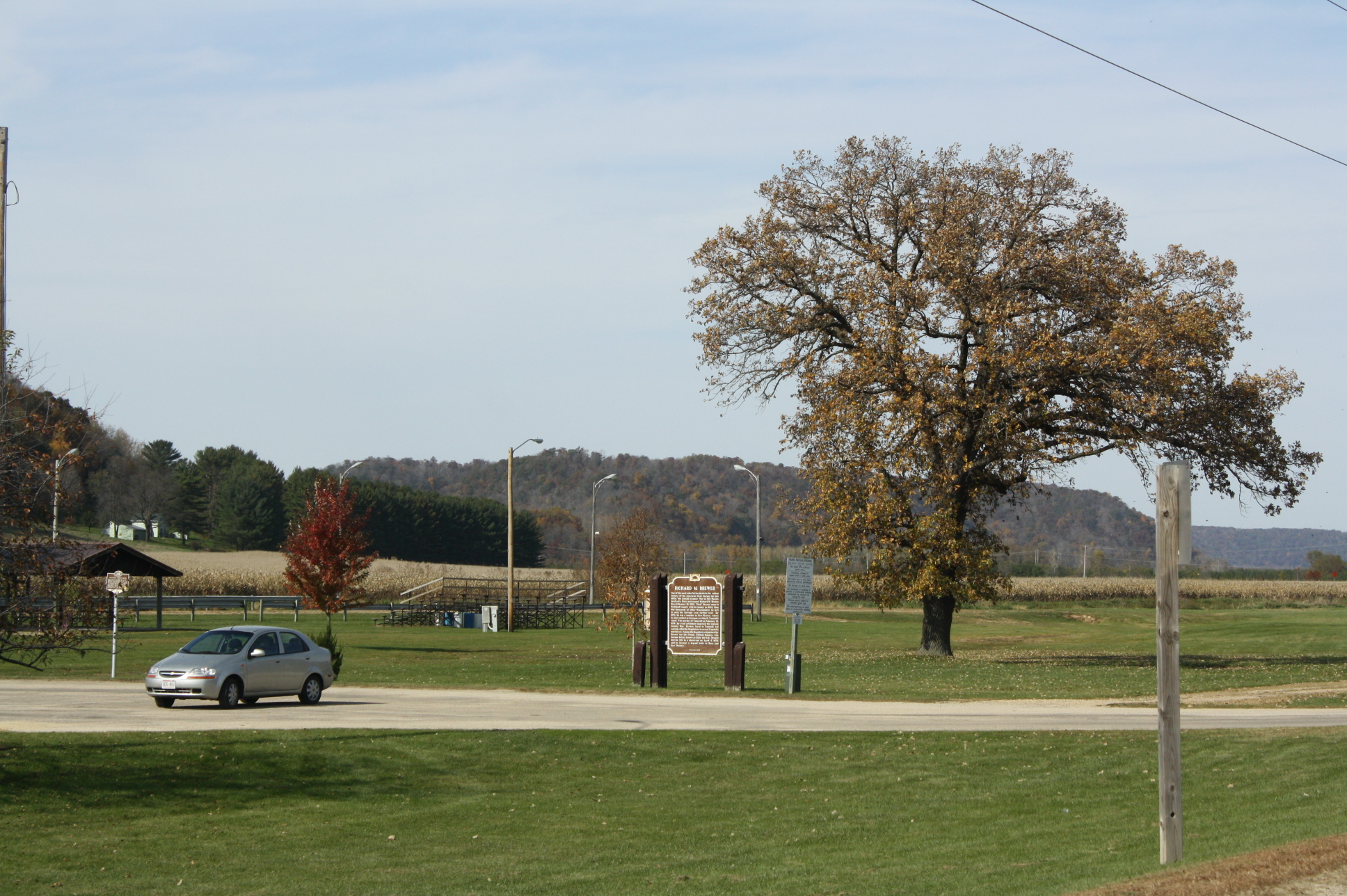
Cartello commemorativo per Brewer presso il Boaz Community Park

Brewer nacque a Satin Albans (Vermont). All'età di quattro anni la sua famiglia si trasferì a Boaz (Wisconsin). In seguito Brewer si trasferì in Missouri prima di giungere nella contea di Lincoln, in Nuovo Messico. Brewer tentò di fare l'agricoltore ed acquistò una fattoria nella contea di Lincoln. Nella primavera del 1871 Brewer iniziò a lavorare per Lawrence Murphy, ma lasciò il lavoro poco dopo. Nel 1876 lavorava come caporeparto del bestiame per l'allevatore John Tunstall, proprietario di una delle più grandi fattorie della regione.
Guerra della contea di Lincoln
Il 18 febbraio 1878 Tunstall fu assassinato. Dopo la morte di Tunstall fu formato un gruppo che avrebbe dovuto arrestare far rispettare mandati d'arresto nei confronti dei responsabili, e Brewer decise di guidarlo. I regolatori nacquero da questo gruppo, e comprendevano anche Billy the Kid e Jose Chavez y Chavez.
Dick Brewer divenne amico di Billy the Kid, Chavez e del resto della banda di Billy the Kid, e girava spesso con loro. Essendo uno dei fondatori dei regolatori, Brewer ne prese spesso il controllo, e fu il primo leader dei regolatori nelle prime fasi della guerra della contea di Lincoln. La coppia rimase unita fino alla morte di Brewer. Brewer era il più maturo del gruppo, secondo tutti i racconti, ed il resto dei regolatori ne accettarono il comando.
Gli omicidi ammessi dai regolatori nel periodo di comando di Brewer furono quelli dello sceriffo William Brady, William Morton, George W. Hindman, Frank Baker, Buckshot Roberts e del compagno regolatore William McCloskey, ritenuto dai compagni un traditore. Brewer non fu d'accordo con gli omicidi dello sceriffo Brady e di Hindman, ma sostenne e partecipò agli altri omicidi.
Nonostante quasi tutti gli omicidi compiuti dai regolatori siano stati attribuiti a Billy the Kid, molti storici sostengono che spesso non si conoscesse il vero assassino, e concordano sul fatto che spesso le vittime morivano durante una sparatoria in mezzo ad una raffica di spari. Fu comunque Billy the Kid a diventare il più conosciuto, e grazie a lui la fama dei regolatori crebbe.
Brewer venne ucciso da un vecchio cacciatore di bisonti, Buckshot Roberts, durante la sparatoria di Blazer's Mills, il 4 aprile 1878, quando cinque regolatori furono feriti. Anche Buckshot Roberts fu ucciso nella stessa sparatoria, da George Coe o da Charlie Bowdre.

## Nella cultura di massa
Nel film del 1988 intitolato Young Guns - Giovani pistole, Brewer fu interpretato da Charlie Sheen.